# Felisa Wolfe-Simon

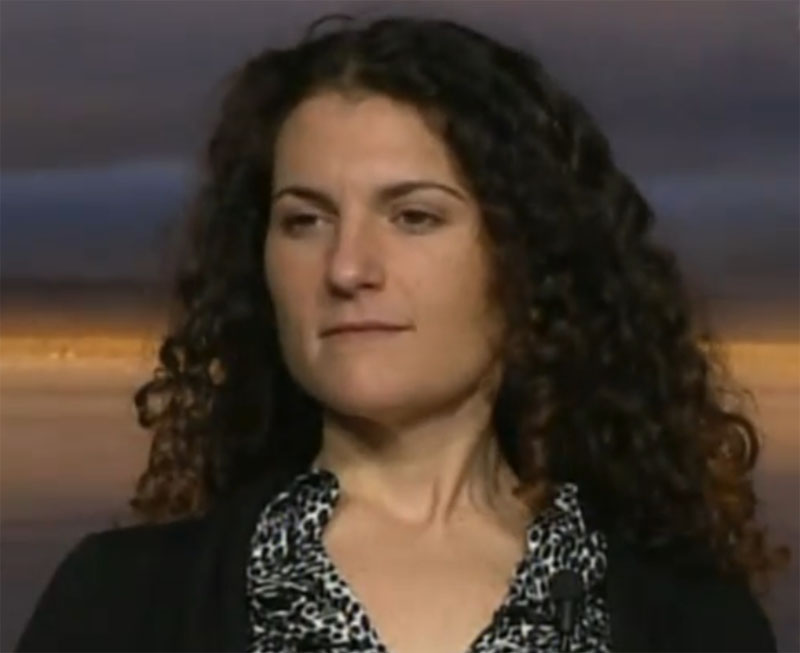
Felisa Wolfe-Simon

Felisa Wolfe-Simon ist eine US-amerikanische Geomikrobiologin. Seit 2021 ist sie Lab Operations Manager an der University of California, Berkeley.

## Leben
Wolfe-Simon studierte am Oberlin College im Hauptfach Biologie mit Nebenfach Chemie und parallel Oboe. 2006 wurde sie an der Rutgers University in Oceanography promoviert, mit dem Thema The Role and Evolution of Superoxide Dismutases in Algae.
2006 bekam sie ein National Science Foundation post-doctoral fellowship zur Unterstützung ihrer Arbeit in Harvard und der Arizona State University. 2010 wurde sie mit dem Kavli Fellowship der United States National Academy of Sciences geehrt. Ihre Forschungen wurden vom NASA Exobiology/Evolutionary Biology-Programm unterstützt. Sie war Leiterin eines Teams, welches ein extremophiles Bakterium (GFAJ-1) entdeckt hat. Wolfe-Simon und ihr Team veröffentlichten im Dezember 2010 einen Bericht, in dem sie dieses Bakterium als dem ersten bekannten Organismus, welcher Arsen als Bestandteil seiner DNA benutzt, bezeichnen. Mehrere andere Wissenschaftler weltweit äußerten Skepsis an dieser Schlussfolgerung und meldeten erhebliche Kritik an der verwendeten Methodik an. Von 2011 bis 2013 war sie NASA Astrobiology Research Fellow in residence beim US Geological Survey sowie Mitglied des NASA Astrobiology Institute.
Eine Überprüfung 2012 ergab, dass Arsen keinen Anteil an den Erbinformationen des Bakterienstammes hat und die ursprüngliche These damit zurückgewiesen werden muss.
2016 bis 2018 war sie Chan-Norris Distinguished Visiting Professor am Mills College in Oakland, Kalifornien.